# Pontarlier
Pontarlier (latinsky: Ariolica) je francouzská obec a sídlo jedné ze dvou podprefektur departementu Doubs v regionu Franche-Comté ve východní Francii.

## Partnerská města
- Villingen-Schwenningen, Německo
- Yverdon-les-Bains, Švýcarsko
- Zarautz, Španělsko